# یاری اوروپئوس
یاری اوروپئوس (فنلاندی: Jari Europaeus؛ زادهٔ ۲۹ دسامبر ۱۹۶۲) بازیکن فوتبال اهل فنلاند بود.
از باشگاه‌هایی که در آن بازی کرده‌است می‌توان به باشگاه فوتبال هلسینکی، باشگاه فوتبال رووانیمی پالوسئورا، و باشگاه فوتبال اوسترش اشاره کرد.
وی همچنین در تیم ملی فوتبال فنلاند بازی کرده‌است.